# Taeniostola gracilis
Taeniostola gracilis är en tvåvingeart som beskrevs av Mario Bezzi 1913. Taeniostola gracilis ingår i släktet Taeniostola och familjen borrflugor.
Artens utbredningsområde är Myanmar. Inga underarter finns listade i Catalogue of Life.